# Stenkil Ragnvaldsson
Stenkil Ragnvaldsson (ur. 1028, zm. 1066) – król Szwecji od około 1060 do swojej śmierci. 
Saga Västergötlandu opowiada, iż Stenkil przybył z miejscowości Levene, która leży w tej samej prowincji. Islandzka saga Hervara relacjonuje o Stenkilu, jako jednym z potężniejszych i bardziej szanowanych ludzi z jego rodu. Matka Stenikla miała na imię Astrid, a jego ojcem był Ragnvald Stary. Stenkil był początkowo jarlem Svitjod. Ożenił się z córką Emunda Starego. Po śmierci Emunda wybrano jego na króla Szwecji, gdyż poprzedni król nie zostawił po sobie żadnego syna. Utrzymywał osoby z rodu Englingerów. Zmarł w czasie gdy norweski król Harald III Surowy został pokonany w Anglii.
Nie jest znany rok śmierci Stenkila, wiadomo jedynie, że Harald III zginął w bitwie pod Stamford Bridge. Inne źródła podają, iż Stenkil wspierał misjonarzy z arcybiskupstwa bremeńsko-hamburskiego. Stenkil pomógł zakonnikom, którym przewodził Adalbert z Bremy, w założeniu pierwszej siedziby biskupa w Sigtunie, we wschodniej Szwecji. 
Po jego śmierci o tron i bycie następnym królem spierali się dwaj kandydaci, którzy nosili obaj imię Eryk, co doprowadziło do podziału państwa. Jeden z nich mógł być prawdopodobnie synem Stenkila. W trakcie następnych bitew obaj zginęli, przez co królem szwedzkim mógł zostać inny syn Stenkila, Halsten.